# Phare du cap Mala
Le phare du cap Mala (en espagnol : Faro de Punta Mala) est un phare actif situé sur le cap Mala, dans la province de Los Santos. Il est géré par la Panama Canal Authority 

## Histoire
Le cap Mala est l'extrémité sud-est de la péninsule d'Azuero. La première station de signalisation maritime à cet endroit date de 1914.
Le phare actuel est érigé au sommet du promontoire. Il n'est accessible qu'en bateau.

## Description
Ce phare est une tour pyramidale métallique à claire-voie, avec une galerie et une balise de 33 m de haut monté sur une base quadrangulaire en béton. La tour est peinte en blanc avec un marquage de jour en lattes blanches . Il émet, à une hauteur focale de 45 m, un long éclat blanc de 5 secondes par période de 20 secondes. Sa portée est de 13 milles nautiques (environ 24 km).
Identifiant : ARLHS : PAN013 - Amirauté :
G3242 - NGA : 111-0048 .

## Caractéristique dufeu maritime
Fréquence : 20 secondes (W)
- Lumière : 5 secondes
- Obscurité : 15 secondes

### Lien connexe
- Liste des phares du Panama